# Antiquarks
Antiquarks est un groupe français de musiques du monde, originaire de Lyon, en Rhône-Alpes. Il est formé en 2005 par le vielleur compositeur-interprète Sébastien Tron et par le percussionniste, auteur-compositeur-interprète Richard Monségu qui chante en arabe, créole, espagnol ainsi que dans une langue inventée baptisée le gluon. Ils réalisent en duo, quartet ou sextuor des concerts, albums, créations participatives, ciné-concerts, conférences et workshop.

## Histoire
Richard Monségu et Sébastien Tron forment en 2005 le groupe Antiquarks. En 2007, après la sortie de leur premier album Le Moulassa, le duo se produit sur plus de 120 scènes et devient Découverte du printemps de Bourges. En 2009, le duo évolue en quartet. L’expédition interterrestre conçoit une création participative sous forme de ciné-concert autour du film Duel de Steven Spielberg. Ils arrangent leurs compositions pour 60 musiciens d'orchestre dans le cadre d'un projet pilote avec la smac07 (scène de musiques actuelles de territoire en ardèche). Antiquarks ouvre alors sa démarche artistique sur la transmission et l'action culturelle.
En 2011, le groupe sort son deuxième album Cosmographes. Celui-ci est accueilli favorablement par des médias comme Le Monde, Mondomix ou encore Longueur d'Ondes.
Antiquarks entame une tournée de 60 dates dont une vingtaine à Paris et évolue en sextet en 2013. De concerts en créations de spectacle vivants, le groupe cumule plus de 300 concerts en France et dans le monde (Turkménistan, Portugal, Mexique, Autriche, Italie...). Ils partagent la scène avec des artistes tels que l'orchestre national de barbès, Bumcello, Susheela Raman et invitent l'espace d'un concert les artistes Kamel El Harrachi ou encore Emy Drăgoi à les rejoindre sur scène.
Antiquarks réalise de nombreuses créations participatives, dont la comédie musicale et sportive Urban Globe Trotters,. En 2014, ce spectacle réuni 300 habitants dans le quartier du viguier à Carcassonne . Il est retenu parmi 15 finalistes au prix de l'audace artistique et culturelle 2014 (prix délivré par le ministère de la Culture et de la Communication) ,.
En 2015, Antiquarks revient avec Kô, un album-concept intégrant un CD et un livre de 40 pages, préfacé par le sociologue Philippe Corcuff, qui leur consacre également un article sur son blog en 2011. On retrouve sur l'album de nombreux invités, notamment la chanteuse amérindienne de blues Pura Fé qui interprète le titre western dark side. Cette collaboration se prolonge avec une tournée Antiquarks Feat. Pura Fé en 2015-2016.

## Concept de musique de fiction
Antiquarks développe le concept de musique de fiction au fil de sa production discographique et des concerts. Avec des compositions et des paroles polymorphes, Antiquarks plonge l'auditeur au cœur d'histoires inventées avec des textes traitant de la lutte auquel l'homme doit faire face pour exister. Pour rendre hommage à l’anonyme et pour valoriser les petites histoires face à la grande histoire, Antiquarks s'inspire du mouvement pictural des impressionnistes, raconte en musique et en chant les aventures de parcours individuels fictifs pris dans le tourbillon d’histoires collectives réelles.

## Collaborations
En 2014, Antiquarks invite la chanteuse amérindienne Pura Fé pour une création avec le festival Les Détours de Babel. Sur l'album KÔ, elle interprète le titre Western Dark Side. La collaboration se poursuit autour de la tournée Antiquarks Feat. Pura Fé en 2015-2016. Pour l'album Kô, le groupe invite également sur le disque le percussionniste algérien Ismail Mesbahi, le danseur et percussionniste burkinabé Ibrahim Kienou, la chanteuse lyrique Sophie Lou.

## Création spectacle vivant

### Concerts
- 2006 : Le Moulassa
- 2009 : Ciné-concert Duel basé sur le film Duel de Steven Spielberg
- 2011 : Cosmographes
- 2012 : KÔ - Bal Interterrestre

### Musique pour la danse
- 2002 : Terrain de jeux
- 2006 : Egarim - dans le cadre de la Biennale de la danse de Lyon [13]
- 2012 : Bal Interterrestre
- 2013 : Etaplasma
- 2013 : La Lune Bleue

### Cuisine, art et sciences humaines
- 2012, 2013 : Soirées performances Les Fourneaux de l’Invention [14],[15] en présence du dessinateur journaliste Charb et des sociologues Philippe Corcuff et Lilian Mathieu, du physicien Daniel Guinet et Nicolas Chanon.

### Sport et art
- Création participative, musicale et sportive Urban Globe Trotters (2011-2012-2014)

### Ciné-concert
- Duel - musique originale sur le film Duel de Steven Spielberg.
  1. 2010 : Duel pour quartet [16]
  2. 2011 : Duel pour orchestre, arrangement pour 60 musiciens[17]

### Collaboration
- 2008 : Micul Orasel (avec Emy Drăgoi et Kamel El Harrachi)
- 2014 : Antiquarks (feat. Pura Fé)

### Théâtre
- 2003 : J’ai tout oublié[18]

## Discographie

### Albums studio
- 2006 : Le Moulassa
- 2011 : Cosmographes
- 2015 : Kô (livre album + CD)

### EP
- 2013 : Fraternity
- 2013 : Bal Interterrestre
- 2013 : Polyglop - Brousse Syndicat

### DVD
- 2006 : Interterrestrial French Musique - DVD Live (Auditorium de Lyon / Coin Coin Productions / InOuïe Distribution)
- 2011 : A la recherche d'une Pop Interterrestre - double DVD live et documentaire (Acte Public / Inouïe Distribution)
- 2012 : TRAD, Musiques en mouvement - DVD documentaire (Ouvrez l'œil / BipTV)